# Luiz Paulo Horta
Luiz Paulo de Alencar Parreiras Horta (Rio de Janeiro, 14 de agosto de 1943 — Rio de Janeiro, 3 de agosto de 2013) foi um jornalista brasileiro. Fez crítica musical erudita para o jornal O Globo.
Em 1983 publicou seu primeiro livro, Caderno de Música, e em seguida editou o Dicionário de Música Zahar.
Era filho de José Parreiras Horta e Maria de Alencar, e bisneto do Almirante Alexandrino de Alencar.
Foi eleito para a Academia Brasileira de Letras em 21 de agosto de 2008, ocupando a cadeira 23, cujo patrono é José de Alencar e sucedendo à escritora Zélia Gattai. O primeiro ocupante da cadeira 23 foi Machado de Assis idealizador e primeiro presidente da Academia.